# 都春美
都春美（日语：／ Miyako Harumi，本名北村春美；1948年2月22日—），出生於日本京都府京都市，日本女性演歌歌手，父親為在日韓國人，母親為日本人。

## 經歷

### 幼時
受喜愛藝術表演的母親影響，都春美5歲時便被安排學習日本舞蹈及芭蕾舞，之後在6歲的6月6日當天開始接受母親的浪曲及民謠教學。之後青年期就讀洛陽女子高校便有當歌手的打算而中途退學。

### 歌手期
在1964年，都春美發表了從事歌手的第一張單曲《真麻煩哪》。之後在同年的第3張單曲《島嶼姑娘的山茶花是戀之花》獲得好評，並以此獲得第6屆日本唱片大獎的新人獎。
於1973年都春美將經紀公司轉移到SunMusic Production下，3年後以《自北方旅店》再獲第18屆日本唱片大獎的獎項。之後以1980年的單曲《大阪時雨》獲得第22屆日本唱片大獎的最優秀歌唱獎後，成為首位曾在日本唱片大獎獲得新人獎、大獎、最優秀歌唱獎三項榮譽的藝人。

### 引退
之後在1984年3月，雖然仍處於個人名聲的高峰、都春美對外宣佈想回歸普通女性的生活而從歌壇引退。當時的告別作是在第35屆NHK紅白歌合戰上演出。

### 復出
1987年、都春美改以音樂製作人的身份重回音樂界擔任數名藝人的事務，並在1989年的第40屆NHK紅白歌合戰上再次登場復出。
自2012年前都春美已發表超過130張的音樂單曲，並曾在2010年春季接受紫綬褒章的榮譽。

## 相關網站
- （日語）SunMusic的都春美介紹 （页面存档备份，存于）
- （日語）日本古倫美亞的都春美介紹 （页面存档备份，存于）